# Dave Currie
Dave Currie (10 de enero de 1982) es un deportista británico que compitió en remo. Ganó una medalla de bronce en el Campeonato Mundial de Remo de 2007, en la prueba de cuatro scull ligero.

## Palmarés internacional
| Campeonato Mundial | Campeonato Mundial | Campeonato Mundial | Campeonato Mundial  |
| Año                | Lugar              | Medalla            | Prueba              |
| ------------------ | ------------------ | ------------------ | ------------------- |
| 2007               | Múnich (Alemania)  | Medalla de bronce  | Cuatro scull ligero |